# Hawking (televisiedrama)
Hawking is een televisiedrama van de BBC over de beginnende carrière van natuurkundige Stephen Hawking op de Universiteit van Cambridge.

## Verhaal
Op de dag van zijn 21e verjaardag bekijkt Stephen liever een programma over Fred Hoyle's Steady-statetheorie dan dat hij zijn eigen feest meeviert. Na afloop van het programma besluit hij om zich toch maar op zijn eigen feest te vertonen. Tot zijn genoegen is ook Jane Wilde, een meisje dat hij op een ander feest had ontmoet, aanwezig. Hij neemt haar mee naar de achtertuin waar ze in het gras gaan liggen. Ze houden discussies over het universum. Wanneer Stephen daarna op wil staan om weer naar binnen te gaan, lukt dit hem niet. Jane haalt hulp. 
Onderzoek in het ziekenhuis wijst uit dat Stephen amyotrofe laterale sclerose heeft; een tamelijk zeldzame neurologische ziekte waarbij de motorische zenuwcellen in het ruggenmerg, de hersenstam en de motorische schors van de hersenen afsterven waardoor progressief krachtsverlies en verlamming ontstaat. Uiteindelijk zal de patiënt hieraan overlijden door verlamming van de ademhalingsspieren. Dit nieuws slaat bij Stephen in als een bom. Ook zijn vader is geschokt door het nieuws. Hij weet dat Stephen's aftakeling zich nog sneller zal voltrekken, omdat die de ziekte al op jonge leeftijd ontwikkelde. Aangenomen wordt dat Stephen binnen twee jaar zal sterven. 
Stephen gaat, op advies van zijn moeder, terug naar de Universiteit van Cambridge om zijn master te halen. Hier treedt het aftakelingsproces langzaam maar zeker op. Uitstapjes met Jane brengen afleiding, net zoals zijn studie natuurkunde. Hij is vastbesloten om een natuurkundig probleem over de theorie van de oerknal te ontrafelen. Maar het leven wordt steeds moeilijker voor hem. 
Twee andere natuurkundigen, Arno Penzias en Robert Wilson, werken Stephen's idee uit. Hiervoor winnen zij in 1978 een Nobelprijs. 
Stephen en Jane trouwen en krijgen drie kinderen. Veertig jaar na de diagnose ALS wordt Stephen benoemd tot Lucasiaanse Hoogleraar in de Wiskunde op de Universiteit van Cambridge. 

## Prijzen
Het televisiedrama werd in 2005 genomineerd voor een British Academy Television Award voor Beste Op Zichzelf Staande Drama. 
Benedict Cumberbatch won een Golden Nymph voor Beste Filmoptreden door een acteur. Ook werd hij voor deze rol genomineerd voor een BAFTA TV Award voor Beste Acteur.

## Cast
- Benedict Cumberbatch as Stephen Hawking
- Michael Brandon as Arno Penzias
- Tom Hodgkins as Robert Wilson
- Lisa Dillon as Jane Wilde
- Phoebe Nicholls as Isobel Hawking
- Adam Godley as Frank Hawking
- Peter Firth as Sir Fred Hoyle
- Tom Ward as Roger Penrose
- John Sessions as Dennis Sciama